# Mycerinodes lettow-vorbecki
Mycerinodes lettow-vorbecki är en skalbaggsart som beskrevs av Kriesche 1926. Mycerinodes lettow-vorbecki ingår i släktet Mycerinodes och familjen långhorningar. Inga underarter finns listade i Catalogue of Life.